# Церковь Воскресения Христова (Инсбрук)
Церковь Воскресения Христова (нем. Auferstehungskirche) — евангелическая церковь в районе Райхенау Инсбрука. Она была построена с 1962 по 1964 год по планам Шарлотты и Карла Пфейлера и является памятником архитектуры Австрии.

## История
После Второй мировой войны протестантское население в Тироле значительно увеличилось, особенно из-за миграции населения. В 1950-х годах около 13 000 протестантов жили в Тироле, большинство из них в Инсбруке, где был только один протестантский приход. Когда в 1954 году Инсбруку было предоставлено право проведения зимних Олимпийских игр в 1964 году, пастор Инсбрука Либенвейн решил построить вторую протестантскую церковь рядом с церковью Христа. Строительство началось осенью 1962 года под названием «Олимпийская церковь». В качестве места строительства был выбран быстро растущий район Райхенау недалеко от Олимпийской деревни. Финансовая поддержка для строительства была предоставлена протестантскими церквями Германии, в частности, Евангелической церковью Гессена и Нассау. 19 января 1964 года, за десять дней до открытия Олимпийских игр, церковь была открыта верховным австрийским суперинтендентом Вильгельмом Менсинг-Брауном. Во время игр церковь служила центром богослужений для протестантских прихожан-участников игр и посетителей, за которыми наблюдали шведский, английский и венгерский пасторы в дополнение к пасторам Инсбрука.
Приходской дом был построен в 1968 году. В том же году церковь Воскресенья Христова была отделена от материнского прихода церкви Христа как первоначального дочернего прихода, и в 1970 году, наконец, стала независимым приходом.

## Описание

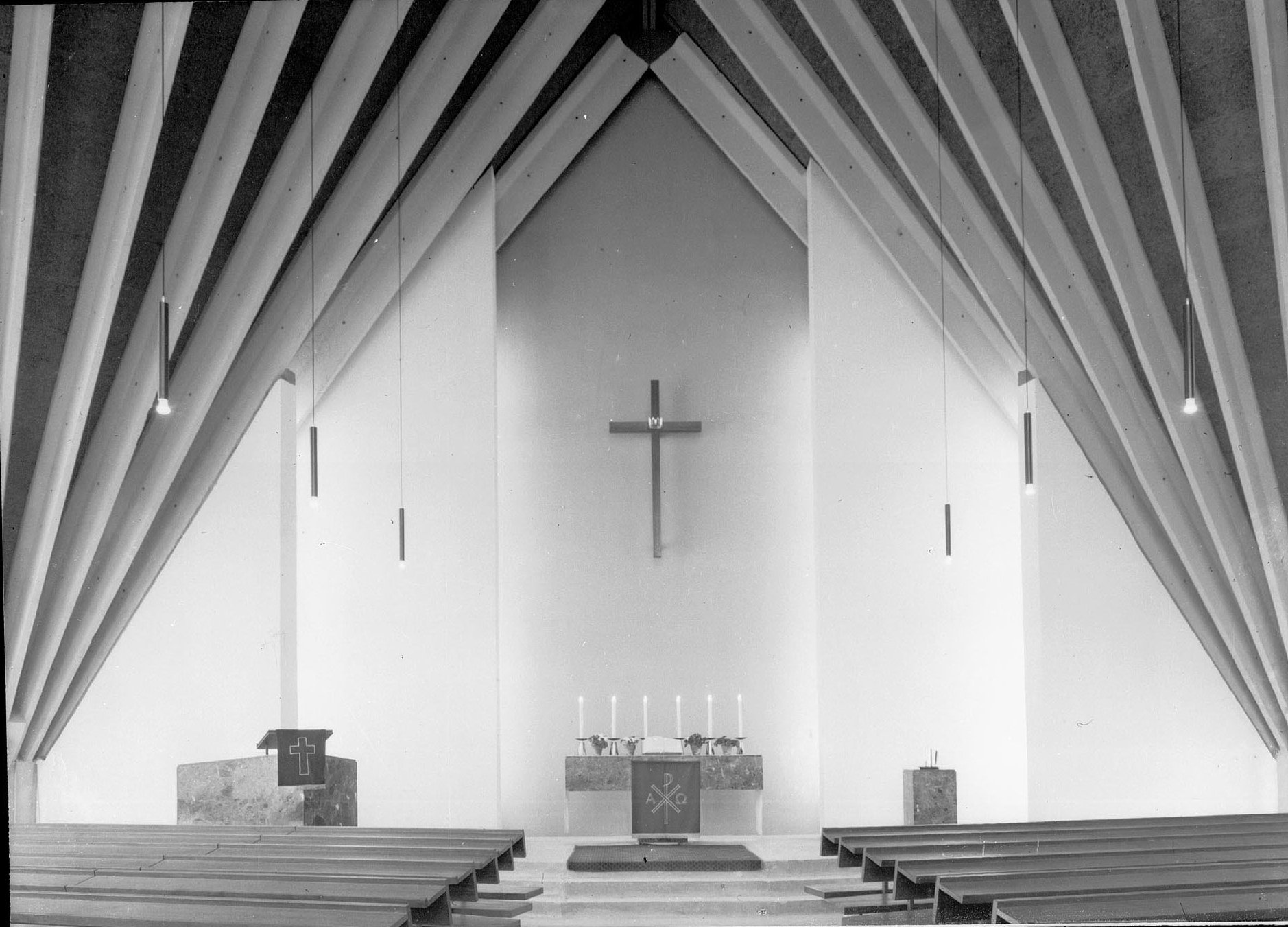
Внутренний вид, вид на алтарь (1966)

Церковное здание в форме палатки состоит из крутой, покрытой медью крыши в виде ромба над почти квадратным этажом. Фронтонные стены почти полностью снабжены частично окрашенными стеклянными окнами с трех сторон, только северо-восточная сторона, которая образует алтарную стену, является закрытой стеной. Крыша церкви тянется вперед до юго-западного входа. Высокая, отдельно стоящая колокольня имеет подиумообразные концы, она увенчана шаром в виде Земли и крестом.
В значительной степени простой интерьер характеризуется веерообразной структурой из тонких железобетонных ребер. Алтарная зона на северо-востоке находится на возвышении трех ступеней, над алтарем нависает массивный деревянный крест. Кафедра выполнена из полированного мрамора. На юго-западной стороне над входом находится галерея, поддерживаемая круглыми колоннами. Орган был построен в 1996 году компанией Orgelbau Pirchner.